# カレガル・ド・サル

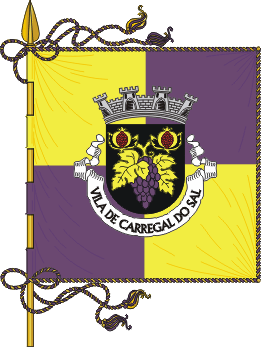
町の旗

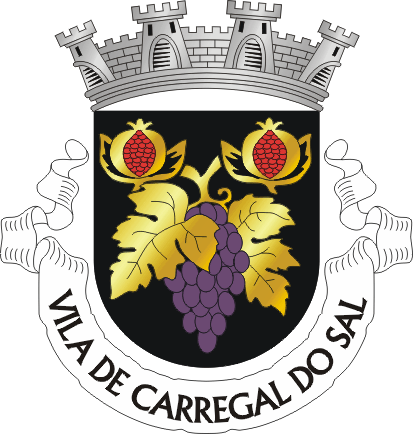
町の紋章

町の位置

カレガル・ド・サル(Carregal do Sal [kɐʁɨˈɣal du ˈsal] ( 音声ファイル))はポルトガルの地方自治体。面積116.9 km²、人口1万555人。
ヴィゼウ県に属し、7つの教区から成る。現町長は社会民主党のアティリオ・ドス・サントス・ヌネス(Atílio dos Santos Nunes)。
町の祝日は7月の第3月曜日。

## 教区
カレガル・ド・サルの19の教区は次の通り。
- Beijós
- Cabanas de Viriato
- Currelos
- Oliveira do Conde
- Papízios
- Parada
- Sobral（旧称Sobral de Papízios）